# Mihailo Uvalin
Mihailo Uvalin (in serbo Михаило Увалин?; 12 agosto 1971) è un allenatore di pallacanestro serbo.

## Palmarès
- Campionato belga: 1

Ostenda: 2005-06
- Campionato polacco: 1

Zielona Góra: 2012-13